# Isotominae
Sous-famille
Les Isotominae sont une sous-famille de collemboles de la famille des Isotomidae.

## Liste des genres
Selon Checklist of the Collembola of the World (version du 6 septembre 2019) :
- Aackia Yosii, 1966
- Acanthomurus Womersley, 1934
- Agrenia Börner, 1906
- Antarcticinella Salmon, 1965
- Araucanocyrtus Massoud & Rapoport, 1968
- Axelsonia Börner, 1906
- Azoritoma Greenslade & Potapov, 2008
- Cheirotoma Bagnall, 1949
- Chionobora Greenslade & Potapov, 2015
- Desoria Agassiz & Nicolet, 1841
- Ephemerotoma Potapov, Kahrarian, Deharveng & Shayanmehr, 2015
- Folsomotoma Bagnall, 1949
- Gnathisotoma Cassagnau, 1957
- Halisotoma Bagnall, 1949
- Heteroisotoma Stach, 1947
- Hydroisotoma Stach, 1947
- Isotoma Bourlet, 1839
- Isotomedia Salmon, 1944
- Isotomurus Börner, 1903
- Kaylathalia Stevens & D'Haese, 2016
- Marisotoma Fjellberg, 1997
- Metisotoma Maynard, 1951
- Misturasotoma Bernard & Christiansen, 2010
- Mucronia Fjellberg, 2010
- Myopia Christiansen & Bellinger, 1980
- Najtia Arlé & Mendonça, 1986
- Paracerura Deharveng & de Oliveira, 1994
- Parisotoma Bagnall, 1940
- Procerura Salmon, 1941
- Psammisotoma Greenslade & Deharveng, 1986
- Pseudisotoma Handschin, 1924
- Pseudosorensia de Izarra, 1972
- Pteronychella Börner, 1909
- Semicerura Maynard, 1951
- Sericeotoma Potapov, 1991
- Setocerura Salmon, 1949
- Skadisotoma Greenslade & Fjellberg, 2015
- Spinocerura Salmon, 1941
- Tibiolatra Salmon, 1941
- Tomocerura Wahlgren, 1901
- Vertagopus Börner, 1906
- † Protodesoria Christiansen & Nascimbene, 2006
- † Protoisotoma Christiansen & Pike, 2002
- † Rhyniella Hirst & Maulik, 1926

## Publication originale
- Schäffer, 1896 : Die Collembolen der Umgebung von Hamburg und benachbarter Gebiete. Mitteilungen aus dem Naturhistorischen Museum in Hamburg, vol. 13, p. 149–216 (texte intégral).